# Čekić (kost)
Čekić (lat. malleus) je slušna koščica u srednjem uvu. Sastoji se od glave (caput mallei), ispod koje se nalazi vrat (collum mallei), a na donjem delu je držak (manubrium mallei). S čekića odlaze dva nastavka. Lateralno ide processus lateralis koji na bubnjiću stvara izbočinu, prominentia malearis. Processus anterior ide prema napred. Držak je spojen s bubnjićem, a glava čekića je preko sedlaste površine uzglobljena s nakovnjem.
Čekić služi da prenese vibracije sa bubnjića na nakovanj.
Čekić je jedinstvena kost samo za sisare.